# Gobie à joues poreuses
Gobius geniporus · Gobie svelte, Gobie génipore
Espèce
Statut de conservation UICN

 LC  : Préoccupation mineure
Le Gobie à joues poreuses, Gobie svelte ou Gobie génipore (Gobius geniporus) est une espèce de poissons des eaux côtières de la grande famille des gobiidés. C'est une espèce endémique de la mer Méditerranée.

## Systématique
Le nom valide complet (avec auteur) de ce taxon est Gobius geniporus Valenciennes, 1837.
Ce taxon porte en français les noms vernaculaires ou normalisés suivants : Gobie génipore,, Gobie svelte,, Gobie à joues poreuses,.
Gobius geniporus a pour synonymes :
- Gobius arenae Bath, 1972
- Gobius cruentatus geniporus (Valenciennes, 1837)